# McIvor Highway
Der McIvor Highway ist eine Fernstraße im Zentrum des australischen Bundesstaates Victoria. Er verbindet den Midland Highway in Bendigo mit dem Northern Highway in Heathcote.

## Namensherkunft
Der McIvor Highway erhielt seinen Namen nach dem Namen des Landesum Heathcote aus der Zeit des Goldrausches.

## Verlauf
Vom Midland Highway (A300) in Bendigo zweigt der McIvor Highway  nach Osten ab. Er quert den Campaspe River bei Axedale und wendet sich nach Südosten.
Über Knowsley führt er nach Heathcote, wo er auf den Northern Highway (B75), die Verbindung von Melbourne nach Echuca, trifft.

## Bedeutung
Zusammen mit dem Hume Freeway (NM31) und dem Northern Highway bildet der McIvor Highway eine alternative Verbindung von Melbourne nach Bendigo.

## Wichtige Kreuzungen und Anschlüsse
| McIvor Highway |                              |                                |                                                                                      |
| Anschlüsse Richtung Westen | Entfernung nach Bendigo (km) | Entfernung nach Melbourne (km) | Anschlüsse Richtung Osten                                                            |
| Ampelkreuzung (im Uhrzeigersinn vom Highway aus) McCrae Street zum Stadtzentrum Bendigo, nach Mildura und Melbourne (über Freeway) Chapel Street nach Eaglehawk und Kerang Midland Highway nach Elmore, Echuca and Shepparton |                              |                                |                                                                                      |
| Ende McIvor Highway | 0                            | 169                            | Beginn McIvor Highway                                                                |
| Bendigo | 0                            | 169                            | Beginn McIvor Highway                                                                |
| EISENBAHNLINIE NACH SWAN HILL / EISENBAHNLINIE NACH ECHUCA | 0.7                          | 168.3                          | EISENBAHNLINIE NACH SWAN HILL / EISENBAHNLINIE NACH ECHUCA                           |
| Strathdale, White Hills Strathdale-White Hills Road | 3,2                          | 165,8                          | White Hills, Strathdale Strathdale-White Hills Road                                  |
| Axedale | 20                           | 149                            | Axedale                                                                              |
| CAMPASPE RIVER | 21                           | 148                            | CAMPASPE RIVER                                                                       |
| Beginn McIvor Highway vom Northern Highway | 44                           | 125                            | Elmore, Echuca Northern Highway                                                      |
| Beginn McIvor Highway vom Northern Highway | 44                           | 125                            | Ende McIvor Highway weiter als Northern Highway nach Heathcote / Kilmore / Melbourne |